# 福克斯克里克鎮區 (密蘇里州哈里森縣)
福克斯克里克鎮區（英語：Fox Creek Township）是位於美國密蘇里州哈里森縣的一個行政鎮區。

## 地方資料
福克斯克里克鎮區的面積為94.92平方千米，當中陸地面積為94.53平方千米，而水域面積為0.38平方千米。根據2020年美國人口普查的數據，當地共有人口140人，而人口密度為每平方千米1.47人。